# Книга жизни (мультфильм)
«Кни́га жи́зни» (англ. The Book of Life) — американский компьютерный мультфильм режиссёра Хорхе Гутьерреса. Производством фильма занимались студии Reel FX Animation Studios, 20th Century Fox Animation и Chatrone, а дистрибуцией — 20th Century Fox. Продюсерами фильма выступили Гильермо Дель Торо, Карина Шульце, Аарон Бергер и Брэд Букер. В фильме звучат голоса Диего Луны, Зои Салданы и Ченнинга Татума, роли второго плана исполнили Кристина Эпплгейт, Кейт Дель Кастильо, Рон Перлман и Айс Кьюб. Основанный на оригинальной идее Гутьерреса, фильм рассказывает о тореадоре, который в День мертвых отправляется в загробное приключение, чтобы оправдать ожидания своей семьи и друзей.
Премьера фильма «Книга жизни» состоялась 12 октября 2014 года в Лос-Анджелесе, а 17 октября 2014 года он вышел в кинотеатральный прокат в США. Фильм получил в основном положительные отзывы критиков и номинацию на 72-й церемонии вручения премии «Золотой глобус» в категории «Лучший анимационный фильм». Сборы фильма составили 100 млн долларов при бюджете 50 млн долларов.

## Сюжет
Музейный гид Мэри Бет сопровождает группу детей из интерната, приехавших на экскурсию. Она рассказывает им о знаменитых историях и легендах мексиканского фольклора. В Мексике бок о бок существуют христианская вера и вера в духов.
Она начинает рассказ о божествах Катрине (Санта Муэрте) и Шибальбе, являющимися богами мира мёртвых. Катрина правит страной Незабытых, а Шибальба — страной Забытых. В День мёртвых, устав от скучной Страны Забытых, Шибальба заключает с Катриной пари: два лучших друга любят одну девочку, и божества ставят условия, что если мальчик Катрины — Маноло Санчес — первым женится на девушке Марии Посада, то Шибальба не будет лезть в дела людей, но если мальчик Шибальбы — Хоакин Мондрагон-младший — женится на ней первым, то он будет править страной Незабытых, в то время как Катрина отправится править страной Забытых. Они перевоплощаются в людей и отправляются к своим кандидатам для их напутствия. Катрина просит у Маноло хлеба. Маноло даёт ей хлеб и та его благословляет, в то время как Шибальбо просит хлеб у Хоакина, и тот отказывается ему его дать. Тогда Шибальба предлагает в обмен на кусок хлеба отдать Хоакину медаль Вечной жизни, позволяющая быть своему владельцу неуязвимым, и тот берёт её, отдавая Шибальбе хлеб. Последний призывает тайно хранить медаль, не отдавая её никому.
Отец Маноло, Карлос Санчес, ранее был матадором, в то время как отец Хоакина является местной легендой, когда сражался с королём бандитов — Шакалом, и погиб при этом. Прогуливаясь по городу, троица высвобождает животных, и из-за этого Марию отправляют в Испанию на обучение, в то время как Маноло и Хоакин начинают обучаться каждый своему «потомственному» ремеслу. При прощании с Марией Маноло получает от неё новую гитару, а она от него — свинью, которую Мария спасла.
Через несколько лет уже взрослый Маноло готовится к состязанию с быком, на котором он будет обязан его убить. В то же время в Сан-Анхель прибывает взрослая Мария. Маноло умело сражается с быком, но в конце отказывается его убивать, что вызывает разочарование у всего города и его семьи, но вызывает восторг у Марии.
В тот же день отец Марии, генерал и мэр города Рамиро Посада, устраивает в честь возвращения дочери праздник, и приглашает Хоакина, получившего во время своих сражений множество медалей и наград, став местным героем, надеясь на их сближение. Маноло же вечером отправляется домой и по пути встречает бродячих музыкантов, и с помощью них Маноло исполняет для Марии серенаду, однако он роняет гитару, которую Мария ловко ловит. Мария начинает спускаться, чтобы отдать Маноло гитару, однако на пути встаёт Хоакин и делает ей предложение. Входит Маноло, и Хоакин, считая, что Маноло также сделал ей предложение, уходит.
После ухода Хоакина на город нападают разбойники, ища медаль Вечной жизни. Маноло хотел встать на защиту города, но Хоакин успевает раньше одолеть бандитов. Маноло возвращается домой, и его отец просит сына не останавливаться, и сделать Марии предложение. В тот же вечер Маноло приглашает Марию на прогулку и в процессе делает ей предложение. Однако внезапно появляется змея и кусает Марию, после чего она теряет сознание. Весь город начинает считать, что она погибла, в том числе и Маноло. Внезапно появляется Шибальба, и предлагает Маноло умереть, чтобы встретиться с Марией в загробной жизни. Маноло соглашается, и Шибальба отравляет его двумя укусами змеи, после чего он умирает.
Маноло попадает в Страну Незабытых и начинает искать Марию. Местный Капитан встречает его и отправляет его к его покойной семье. Маноло встречает со своими предками Кармело Санчесом, Хорхе Санчесом и дедом Луисом. После этого Маноло встречается со своей покойной матерью, Кармен Санчес, и та знакомит его с его покойными кузинами Аделитой и Скарделитой Санчес, погибшими в Мексиканской революции и другими родственниками. Кармен предлагает Маноло обратиться за помощью к Катрине, однако вся семья узнаёт, что Страной Незабытых уже правит Шибальба, так как Маноло погиб, и Марии не остаётся варианта, как принять предложение Хоакина, тем самым выиграв пари. В то же время в мире живых Мария просыпается и, узнав, что Маноло погиб, неохотно принимает предложение Хоакина.
В мире Незабытых Маноло, возмущённый действиями Шибальбы, вместе с матерью и дедом Луисом отправляется в Страну Забытых к Катрине. Пройдя множество испытаний и встретив Свечника — хранителя книги Жизни, Маноло приходит к Катрине и раскрывает ей обман Шибальбы. Катрина требует исправить положение, и Маноло предлагает пари: если он справится с испытанием Шибальбы, он вернётся в мир живых, но если проиграет, то будет забыт, в то время как Шибальба будет править сразу обоими царствами. Шибальба соглашается, и ставит Маноло на арене против всех быков, убитых его семьёй. Если Маноло победит и убьёт быка, он вернётся в мир живых. Быки объединяются в одного гигантского быка, и тот противостоит Маноло. Последний отказывается его убивать, и исполняет перед ним песню, извиняясь за всех своих предков. Бык успокаивается и перемещается в Страну Незабытых, тем самым Маноло побеждает. Согласно обычаям, Катрина, Шибальба и Свечник объединяют силы и возвращают Маноло к жизни.
В день Мёртвых на Сан-Анхель нападает Шакал и отец Маноло погибает, и попадает в Мир Незабытых, в то время как Хоакин теряет медаль Вечной жизни. Перед последним ударом появляется Маноло и целует Марию. После чего встаёт между жителями города и Шакалом, вызывая его на бой. Внезапно из Страны Незабытых прибывают все родственники Маноло и вступают в бой с Шакалом. С помощью кузин и остальных родственников медаль попадает к жителям города, также сражающимися с войском Шакала. После этого Маноло и Мария начинают сражаться с Шакалом, и роняют колокол. Шакал угрожает взорвать весь город вместе с собой, и Хоакин и Маноло вместе противостоят Шакалу, однако последний выталкивает Хоакина из колокола, и тот падает на Маноло и Шакала, после чего происходит взрыв. Все начинают считать Маноло погибшим, однако он поднимается из руин, и Мария находит у него за спиной медаль Вечной жизни, которую Хоакин прицепил Маноло во время битвы.
После победы Хоакин отдаёт Медаль Шибальбе, становясь настоящим героем города, в то время как Маноло и Мария проводят свадьбу, на которой присутствуют все родственники Маноло, в том числе Катрина, Свечник и Шибальба. Последний извиняется перед Катриной, и они мирятся.
В настоящем экскурсовод Мэри Бет заканчивает свой рассказ, и отправляет детей в автобус. Они прощаются с ней, и она перевоплощается в Катрину и прощается с ними. Появляется Шибальба и Катрина говорит, что люди сами должны определять свою судьбу, после чего они целуются.
Перед титрами появляется Свечник и советует зрителям писать свою историю жизни самим.

## В ролях
- Диего Луна — Маноло Санчес[1]:
Матадор с гитарой и двумя мечами, младший в семье опытных матадоров Санчес, не желающий в душе заниматься этим.
  - Эмиль-Бастьен Буффар — Маноло в детстве.
  - Джо Мэтьюс — молодой певец Маноло
- Зои Салдана — Мария Посада:
Лучшая подруга и любовный интерес Маноло и Хоакина. Также является дочерью генерала города Рамиро Посады[1].
  - Дженезис Очоа — Мария в детстве.
- Ченнинг Татум — Хоакин Мондрагон-младший:
Ближайший друг Маноло и герой города Сан-Анхель[1].
  - Элиас Гарза — Хоакин в детстве.
- Айс Кьюб — Свечник:
Существо, контролирующее жизнь и историю живых людей с помощью свечей и Книги жизни, которую он также контролирует[1][4].
- Рон Перлман — Шибальба:
Правитель Страны Забытых и муж Катрины[1]
- Кейт Дель Кастильо — Катрина (Санта Муэрте):
Правитель Страны Незабытых и жена Шибальбы[1].
  - Christina Applegate — Мэри Бет[5]:
Замаскированная под музейного гида Катрина[1].
  - Тонита Кастро — замаскированная под пожилую женщину Катрина.
- Гектор Элизондо — Карлос Санчес:
Благонамеренный, но крайне суровый отец Маноло. В процессе фильма погибает от рук антагониста и перемещается в страну Незабытых[6].
- Ана де ла Регера — Кармен Санчес:
Покойная мать Моноло, помогающая Моноло добраться до Катрины. В титрах к фильму указана как «Скелет Кармен»[6].
- Дэнни Трехо — Луис Санчес:
Покойный дед Маноло, помогающий Моноло добраться до Катрины[6].
- Грей Делайл — Анита Санчес:
Пробабушка Маноло, в процессе фильма перемещается в страну Незабытых из-за проблем с холестерином.
- Карлос Алазраки — генерал Рамиро Посада:
Отец Марии, занимающий пост мэра Сан-Анхеля и генерала его армии.
  - Дали — солдат армии Сан-Анхеля;
  - Чуи — свинья, подаренная Марии Маноло в детстве, считающая себя козлом.
- Пласидо Доминго — Хорхе Санчес:
Покойный дед Маноло, который носит повязку на левом глазу, мечи на правой руке и левой ноге и поёт оперные песни. В титрах к фильму указан как «Скелет Хорхе»[6].
- Хорхе Гутьеррес — Кармело Санчес:
Покойный высокий и крупный предок ацтеков Маноло, которого Хорхе Санчес часто называет «дикарем». В титрах к фильму указан как «Скелет Кармело».
- Анжела Джонсон[англ.] — Аделита Санчес:
Одна из покойных кузин Маноло, сестра-близнец Скарделиты Санчес, участвующая в Мексиканской революции. Погибла, защищая Эмилиано Сапату[7]
- Сандра Экиуа — Скарделита Санчес:
Одна из покойных кузин Маноло, сестра-близнец Аделиты Санчес, также участвующая в Мексиканской революции. Погибла также как и сестра, защищая Эмилиано Сапату, потеряв при этом левый глаз[7].
- Габриэль Иглесиас — Пепе Родригес:
Самый крупный из трёх музыкантов[6].
- Чич Марин — Панчо Родригес:
Средний из трёх музыкантов[6].
- Рикардо Санчес — Пабло Родригес:
Самый маленький из трех музыкантов[6].
- Дэн Наварро — Шакал:
Главарь бандитов и главный антагонист фильма[1].
- Эухенио Дербес — Чато:
Один из участников бандитской группы Шакала[6]
- Мигель Сандовал[англ.] — Капитан Страны Незабытых:
Проводник по Стране Незабытых и житель, которого Маноло встречает первым.
- Анхелика Мария — сестра Анна:
Католическая сестра, работающая в церкви Сан-Анхель.
- Сандра Эчеверриа — Клавдия:
Одна из красивых девушек Сан-Анхеля и большой фанат Хоакина.
- Трей Бампасс — Лука Рамирес:
Мексикано-американский мальчик-гот и один из воспитанников интерната в настоящем мире, который слушает рассказ Маноло от Мэри Бет. В титрах к фильму указан как «Мальчик-гот».
  - Сирота в Сан-Анхеле.
- Кеннеди «Кей Кей» Пейл — Саша:
Маленькая русско-американская девочка и одна из воспитанниц интерната в настоящем мире, которая слушает историю Маноло от Мэри Бет.
- Каллахан Кларк — Джейн:
Американка китайского происхождения и одна из воспитанниц интерната в настоящем мире, которая слушает историю Маноло от Мэри Бет.
- Эрик Бауза — отец Доминго:
Священник, работающий в церкви Сан-Анхель.
  - Пещерный страж — хранитель Пещеры душ.
- Арон Уорнер[англ.] — Томас:
Экскурсовод в музее.
- Трой Эванс[англ.] — старик Хемингуэй:
Пожилой человек, живущий в Сан-Анхеле.
- Гильермо Дель Торо — жена Капитана Страны Незабытых:
Безымянная жены капитана Страны Незабытых, умершая от разрыва сердца.
- Брэд Букер — проводник автобуса.

## Производство

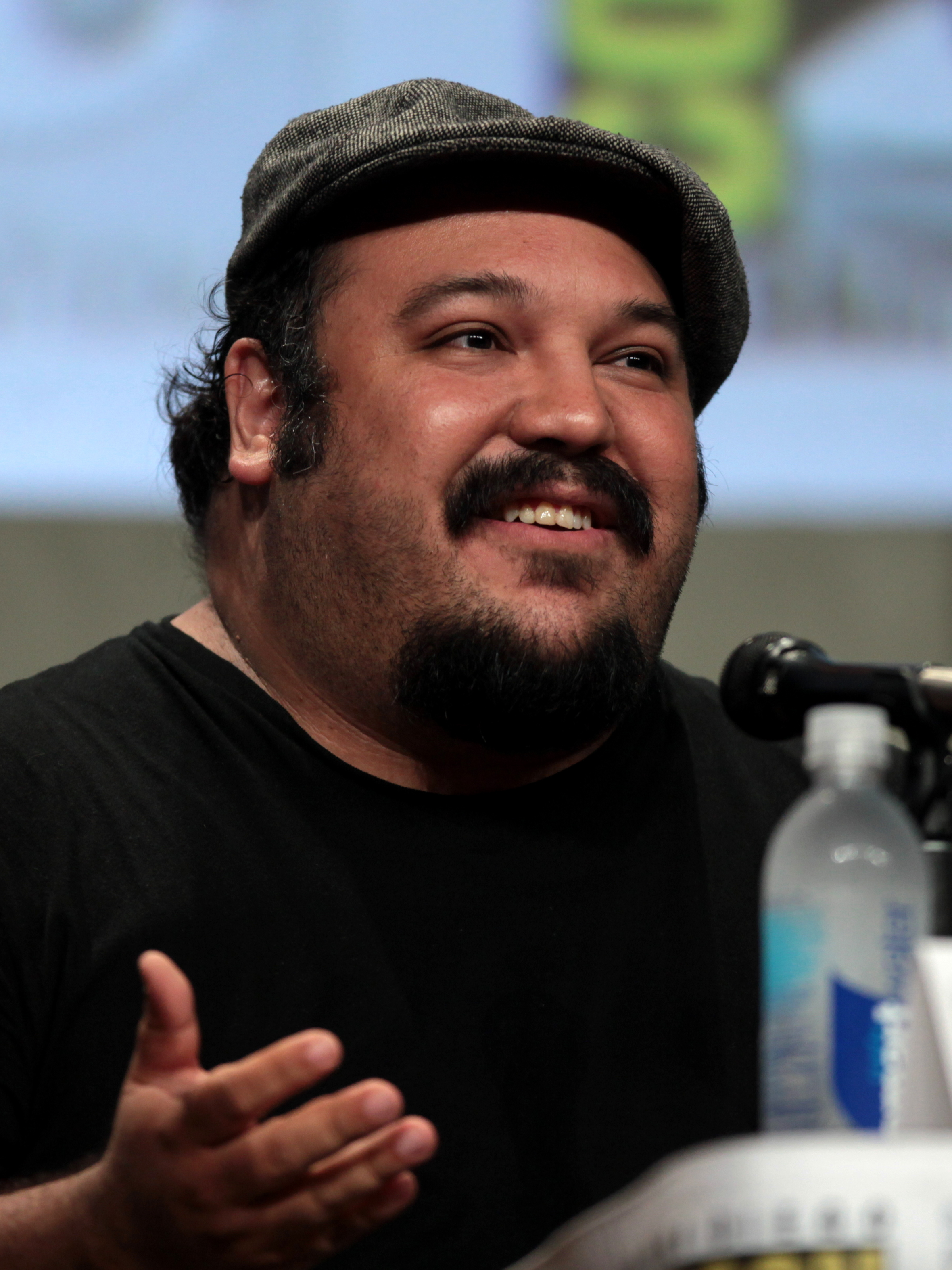
Хорхе Гутьеррес в июле 2014 года на выставке San Diego Comic-Con International, посвященной фильму

Хорхе Гутьеррес начал работу над фильмом «Книга жизни» за четырнадцать лет до его выхода на экраны. Некоторые сюжетные идеи были заложены в студенческом фильме Гутьерреса «Кармело» (2000). Возможность снять фильм «Книга жизни» как полнометражный фильм появилась после того, как Гутьеррес и его жена Сандра Эквихуа создали анимационный сериал «Эль Тигре: Приключения Мэнни Риверы» (2007) для Nickelodeon.
В 2007 году «Книга жизни» была первоначально приобретена компанией DreamWorks Animation, но не вышла за рамки разработки из-за «творческих разногласий». Затем фильм перешел к 20th Century Fox Animation и Reel FX, а права на дистрибуцию были переданы 20th Century Fox. Гильермо Дель Торо присоединился к проекту в качестве продюсера. Первоначально дата выхода фильма была назначена на 10 октября 2014 года, однако впоследствии она была перенесена на неделю. 16 октября 2013 года было объявлено, что Диего Луна, Зои Салдана, Ченнинг Татум и Кристина Эпплгейт исполнят в фильме роли актёров озвучивания.
Гутьеррес хотел, чтобы окончательный вариант анимации был похож на концепт-арт, заявив: «Я видел всё, что выходило на экраны, и больше всего меня огорчает то, что я вижу все это великолепное искусство, а фильм не похож на него! Задача этого фильма была такова: Наша книга „Art of“ должна выглядеть точно так же, как фильм. И каждый художник вложил в эту идею всю свою душу». Гутьеррес не разрешил своей анимационной команде отправляться в исследовательские поездки в Мексику, считая, что такие поездки часто охватывают только туристические аспекты культуры. Вместо этого он попросил команду обращаться к нему с любыми вопросами о регионе. Он также заявил, что для создания «волшебной версии Мексики» Гутьеррес не будет нуждаться в исследовательских поездках. Объясняя, что тон фильма, как это было изначально задумано, должен был быть гораздо более мрачным, Гутьеррес заявил: «Я всегда чувствовал, что, как и в дизайне, мне нужно раздвинуть границы, чтобы потом, когда я отступлю, у меня получилось то, что я люблю».

## Саундтрек
Саундтрек был выпущен 26 сентября 2014 года на iTunes и 27 октября 2014 года Sony Masterworks.
| №                   | Название                               | Исполнитель                                  | Длительность |
| ------------------- | -------------------------------------- | -------------------------------------------- | ------------ |
| 1.                  | «Live Life»                            | Jesse & Joy                                  | 3:05         |
| 2.                  | «The Apology Song»                     | La Santa Cecilia                             | 2:32         |
| 3.                  | «No Matter Where You Are»              | Us The Duo                                   | 2:58         |
| 4.                  | «I Love You Too Much»                  | Диего Луна и Густаво Сантаолалья             | 2:35         |
| 5.                  | «I Will Wait»                          | Диего Луна, Джо Мэтьюс и Густаво Сантаолалья | 1:55         |
| 6.                  | «Más»                                  | Kinky                                        | 4:20         |
| 7.                  | «Cielito Lindo»                        | Пласидо Доминго                              | 0:25         |
| 8.                  | «Creep»                                | Диего Луна и Густаво Сантаолалья             | 1:20         |
| 9.                  | «Can’t Help Falling in Love with You»  | Диего Луна                                   | 0:52         |
| 10.                 | «The Ecstasy of Gold»                  | Густаво Сантаолалья                          | 2:05         |
| 11.                 | «Da Ya Think I'm Sexy?»                | Гэбриел Иглесиас и Густаво Сантаолалья       | 0:20         |
| 12.                 | «Just a Friend»                        | Биз Марки и Чич Марин                        | 2:49         |
| 13.                 | «El Aparato / Land of the Remembering» | Café Tacuba и Густаво Сантаолалья            | 1:46         |
| 14.                 | «Visiting Mother»                      | Густаво Сантаолалья                          | 1:43         |
| 15.                 | «The Apology Song»                     | Диего Луна и Густаво Сантаолалья             | 2:52         |
| 16.                 | «No Matter Where You Are»              | Диего Луна и Зои Салдана                     | 1:37         |
| 17.                 | «Te Amo y Más»                         | Диего Луна и Густаво Сантаолалья             | 2:36         |
| 18.                 | «Si Puedes Perdonar»                   | Диего Луна и Густаво Сантаолалья             | 1:44         |
| Общая длительность: | Общая длительность:                    | Общая длительность:                          | 37:34        |

## Восприятие

### Кассовые сборы
Сборы фильма «Книга жизни» составили 50,2 млн долларов в Северной Америке и 49,8 млн долларов в других странах, а общий мировой сбор 100 млн долларов при производственном бюджете в 50 млн долларов.
Фильм «Книга жизни» вышел в прокат в США и Канаде 17 октября 2014 года, а в России — 30 октября 2014 года. Фильм заработал 300 тыс. долларов за счёт поздних вечерних показов в четверг в 2150 кинотеатрах и 4,9 млн долларов в день премьеры. В дебютные выходные фильм занял третье место, заработав 17 млн долларов при средней цене 5537 долларов на кинотеатр, уступив фильму «Ярость» (2014) (23,5 млн долларов) и «Исчезнувшая» (2014) (17,8 млн долларов). На фильм пришло 57 % женщин, на 54 % — моложе 25 лет. Возраст зрителей до 10 лет составил 59 %, а 31 % проданных билетов были в формате 3D.
На других территориях «Книга жизни» заработала 8,58 млн долларов с 3 654 экранов на 19 рынках. Самые высокие дебюты были в Мексике (3,84 млн долларов) и Бразилии (1,98 млн долларов). В Мексике фильм занял второе место после местного фильма "Идеальная диктатура".

### Критика
На сайте-агрегаторе Rotten Tomatoes фильм имеет рейтинг одобрения 83 % на основе 127 рецензий и среднюю оценку 6,90/10. Критическое мнение сайта гласит: «Великолепная анимация фильма „Книга жизни“ доставляет удовольствие, но жаль, что её сюжету не хватает того же уровня мастерства и детализации, что и её захватывающим визуальным эффектам». На сайте Metacritic фильм получил средневзвешенный балл 67 из 100 на основе отзывов 27 критиков, что свидетельствует о «в целом благоприятных отзывах». Зрители, опрошенные CinemaScore, поставили фильму среднюю оценку «A-» по шкале от A+ до F.
Джефф Беркшир из Variety написал: «Это большой шаг вперед для далласской студии Reel FX Animation Studios (после анемичной работы над прошлогодним фильмом „Индюки: Назад в будущее“ (2013)), прекрасно выполненная CG-анимация привносит необычайную теплоту и душевность в высокотехнологичную среду и становится настоящей визитной карточкой фильма». Фрэнк Шек из The Hollywood Reporter написал: «„Книга жизни“ — это визуально потрясающая работа, которая компенсирует шаблонный сюжет чарующей атмосферой, погружающей вас в фантастический мир, или, в данном случае, в три мира». Саймон Абрамс из The Village Voice написал, что «заезженный сюжет фильма проповедует толерантность, но при этом неубедительно закрепляет статус-кво». Марк Снетикер из Entertainment Weekly поставил фильму оценку «A-», написав: «Переполненный гиперактивным очарованием и впечатляющим морем красок, он демонстрирует одну из самых захватывающих анимаций, которые мы видели в этом десятилетии». Клавдия Пуиг из USA Today поставила фильму две с половиной звезды из четырёх, заявив: «Головокружительные, сложные образы настолько красивы, а песни в латинском стиле достаточно запоминающиеся, что общий эффект часто завораживает». Сара Стюарт из The New York Post поставила фильму две звезды из четырёх, отметив: «Как раз к мексиканскому празднику Дню мёртвых выходит этот великолепный красочный анимационный мюзикл, который почти (но не совсем) компенсирует визуальными эффектами то, чего ему не хватает в остроумных диалогах». Кэти Райф из The A.V. Club поставила фильму оценку «B-», отметив: «В конечном итоге, что тянет „Книгу жизни“ вниз, так это её настойчивая попытка обновить (оригинальную) фольклорную историю для современной аудитории. На практике это означает добавление некоторых поп-культурных штрихов, которые только уводят зрителя из фантастической обстановки».

## Награды и номинации
- 2014 — номинация на премию «Спутник» за лучший анимационный или смешанный фильм.
- 2015 — номинация на премию «Золотой глобус» за лучший анимационный фильм.
- 2015 — премия Энни за лучшую разработку персонажа в полнометражном мультфильме, а также 4 номинации: лучший полнометражный мультфильм, лучшая режиссура полнометражного мультфильма (Хорхе Гутьеррес), лучшая работа художника в полнометражном мультфильме, лучшие анимационные эффекты.

## Будущее
Режиссёр Хорхе Гутьеррес рассказал в интервью, что одна из идей для следующей главы истории связана с Хоакином и его отношениями с отцом: «Я всегда представлял, что первый фильм будет о Маноло, второй — о Хоакине, а третий — о Марии… Я всегда задумывал его как трилогию». В июне 2017 года Гутьеррес и Reel FX Animation объявили о начале разработки продолжения, однако по состоянию на июнь 2019 года Гутьеррес сообщил в социальной сети Twitter, что в настоящее время сиквел не планируется.